# Lehigh (Iowa)
Lehigh es una ciudad ubicada en el condado de Webster, en el estado estadounidense de Iowa. En el Censo de 2010 tenía una población de 416 habitantes y una densidad de 74,67 personas por km².

## Geografía
Lehigh se encuentra ubicada en las coordenadas 42°21′30″N 94°3′12″O / 42.35833, -94.05333. Según la Oficina del Censo de los Estados Unidos, Lehigh tiene una superficie total de 5.57 km², de la cual 5.42 km² corresponden a tierra firme y (2.79%) 0.16 km² es agua.

## Demografía
Según el censo de 2010, había 416 personas residiendo en Lehigh. La densidad de población era de 74,67 hab./km². De los 416 habitantes, Lehigh estaba compuesto por el 98.56% blancos, el 0.24% eran afroamericanos y el 1.2% pertenecían a dos o más razas. Del total de la población, el 0.24% eran hispanos o latinos de cualquier raza.